# Paroeax schoutedeni
Paroeax schoutedeni är en skalbaggsart som beskrevs av Stefan von Breuning 1935. Paroeax schoutedeni ingår i släktet Paroeax och familjen långhorningar.
Artens utbredningsområde är Gabon. Inga underarter finns listade i Catalogue of Life.